# Jurij Kornelij Weinzerle
Jurij Kornelij Weinzerle, slovenski pravnik, * 16. stoletje, Škofja Loka, † 17. stoletje, Dunaj.

## Življenje in delo
Rodil se je neznano kdaj v Škofji Loki (v dunajskih univerzitetnih matrikah zaznamovan kot Locopolitanus). Umrl naj bi na Dunaju, neznano kdaj.
Bil je doktor prava, profesor rimskega prava na dunajski pravni fakulteti, leta 1633 je bil njen dekan. Leta 1635 je bil rektor, leta 1636 vicerektor dunajske univerze. Deloval je tudi kot fisci prokurator (finančni prokurator ali odvetnik avstrijske državne blagajne). 
Napisal je dve pravni knjigi, eno z naslovom De testamento militis. 
Njegov sin Jurij Kornelij je študiral na retorski fakulteti in napisal leta 1654 žalni govor ob smrti cesarja Ferdinanda IV.: Speculum humanae vitae sive Ferdinandus quartus ... morte abreptus ...